# Историческа школа в правото
Историческата школа в правото (на немски: Historische Rechtsschule) е течение в юриспруденцията в Германия през XIX век. Повлияно от романтизма, то се фокусира върху историческата ограниченост на правото, противопоставяйки се на по-ранните школи на естественото и рационалното право (Vernunftsrecht). Основоположници на историческата школа са Густав фон Хуго и Фридрих Карл фон Савини.